# Koppigen
Koppigen es una comuna suiza del cantón de Berna, situada en el distrito administrativo del Emmental. Limita al norte con las comunas de Obergerlafingen (SO) y Recherswil (SO), al noreste con Willadingen, al este con Höchstetten y Alchenstorf, al sur con Niederösch, y al oeste con Utzenstorf y Zielebach.
Hasta el 31 de diciembre de 2009 situada en el distrito de Burgdorf.

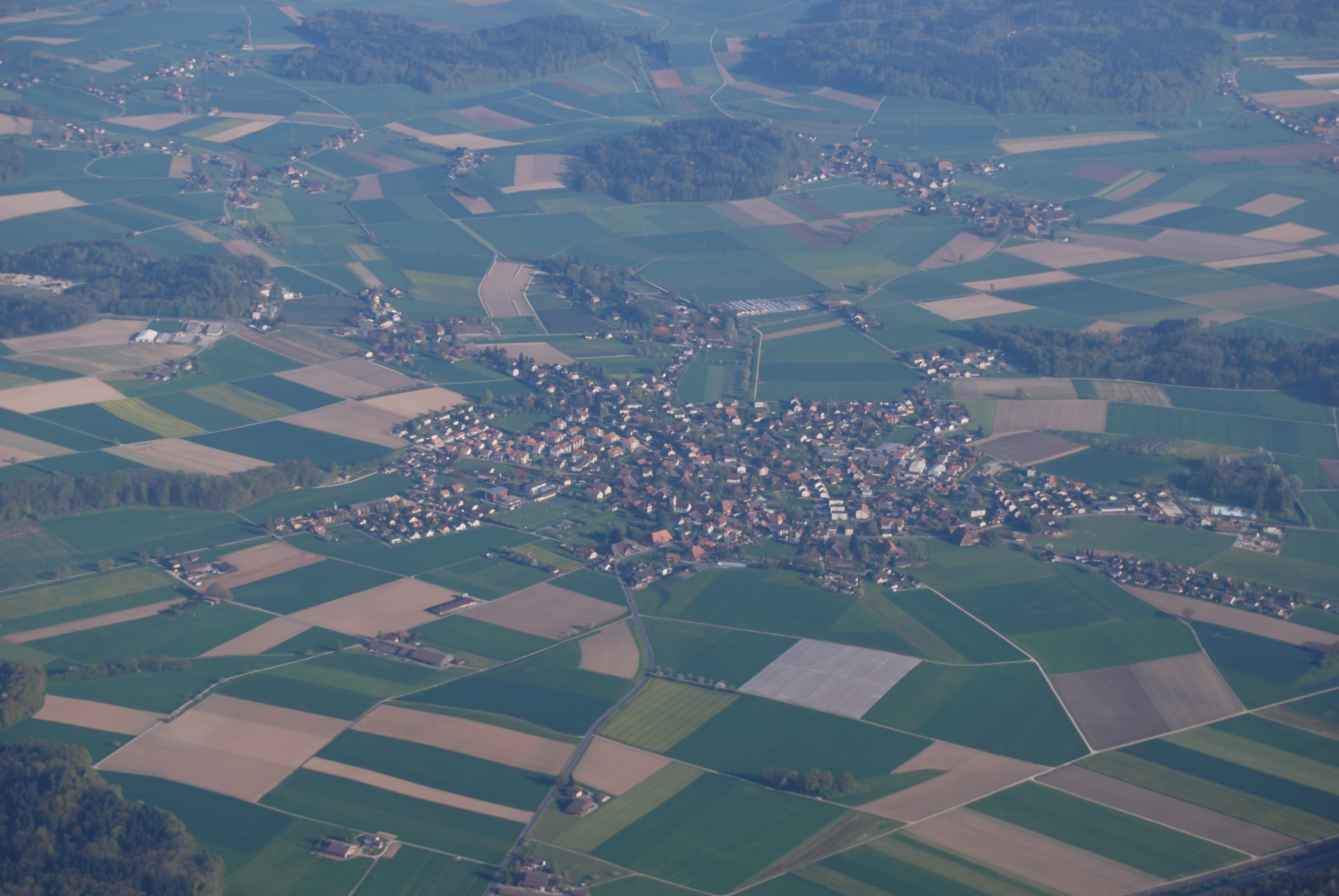
Koppigen